# Bilbao la Vieja

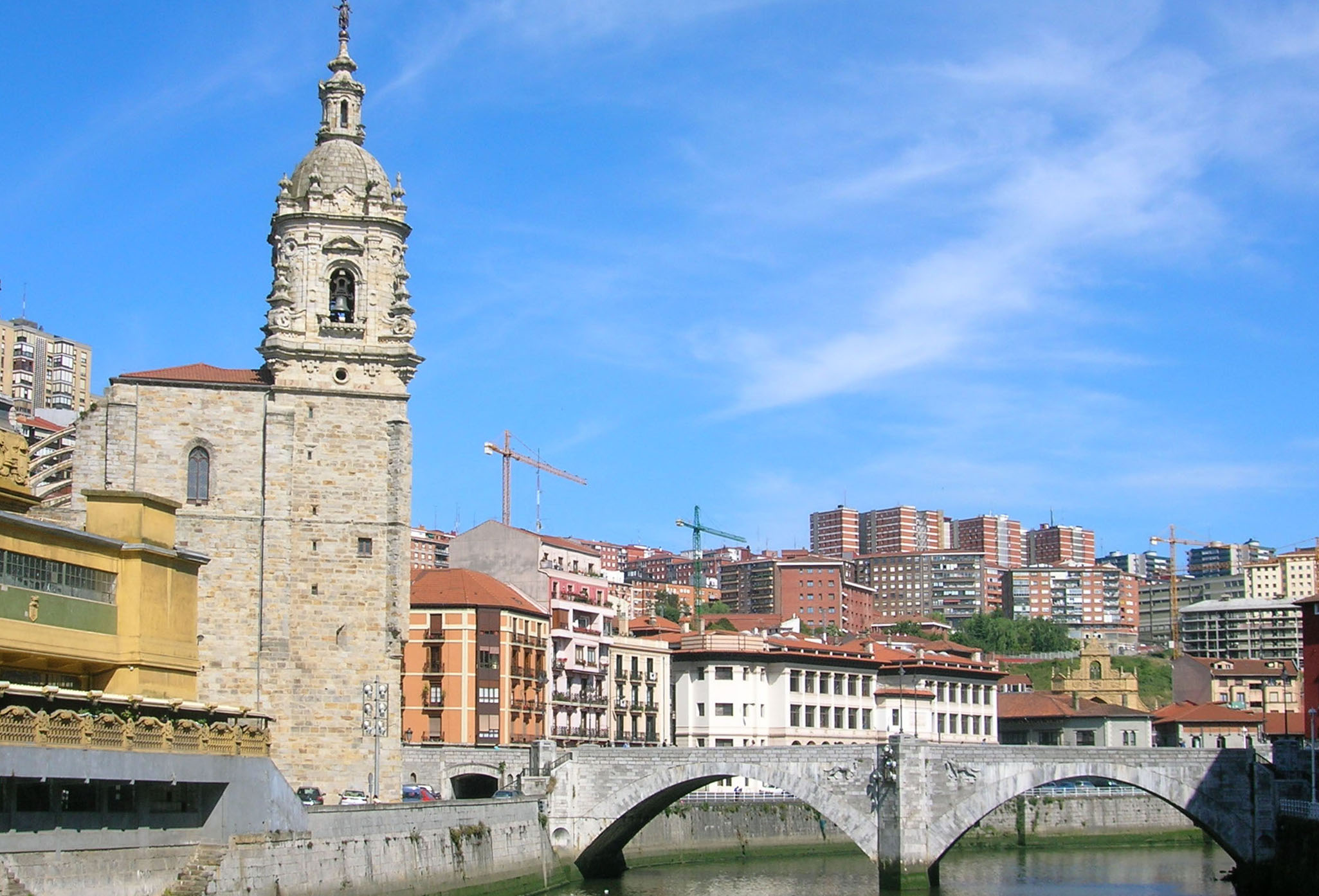
Puente de San Antón con Achuri de fondo.

Bilbao La Vieja (Bilbo Zaharra en euskera) es un barrio de Bilbao, territorio histórico de Vizcaya, que pertenece al distrito de Ibaiondo (distrito 5) y está situado en la margen izquierda de la ría de Bilbao.

## Ubicación
Bilbao la Vieja también conocido como "la palanca", es una zona histórica del centro de Bilbao, situada entre los barrios de San Francisco, el nuevo barrio de Miribilla, el barrio de Abusu-La Peña y las Siete calles o Casco Viejo, con el que se comunica por medio de los puentes de San Antón y de La Ribera que cruzan el Ibaizabal. Barrio de pequeñas dimensiones, sus principales calles son: Urazurrutia, Claudio Gallastegui y la calle Bilbao La Vieja. 

## Historia

### Actualidad
El barrio está viviendo un profundo proceso de gentrificación debido a su estratégica ubicación en el centro de Bilbao y por el fin hace años de la actividad que le dio origen, la minería.
Debido a la alta tasa de delincuencia fue el primer barrio de Bilbao junto con el de San Francisco en disponer de cámaras de seguridad. Diversos planes de generación tanto urbanística como social se están llevando a cabo a través del Ayuntamiento de Bilbao y de Lan Ekintza.
Tanto Bilbao la Vieja como San Francisco cuentan cada vez con más locales comerciales y lúdicos orientados al público gay, claves también de la dinamización de estos barrios. 
Así mismo, se trata de unos barrios con una concentración notable de salas de exposición alternativas y de comercios de arte, lo que los convierte en lugar referente de tendencias dentro de la villa.

### Origen
Es el barrio más antiguo de la capital vizcaína, incluso más que el barrio medieval del Casco Viejo, fundado en 1300.
La margen derecha de la ría, lo que hoy es el Casco Viejo, era eminentemente comercial, y la margen izquierda, lo que hoy conocemos como Bilbao la Vieja, minera.
Allende la Puente (nombre con el que se ha conocido a Bilbao la Vieja hasta el siglo XVIII) vivía de la extracción del hierro de las minas de la zona de Miribilla. La abundancia de este mineral y su ubicación estratégica junto a la Ría del Nervión, favoreció enormemente el comercio con el exterior y en poco tiempo, Bilbao experimentó un crecimiento sin precedentes.
Ya en el siglo XVIII, con la Revolución Industrial, la llegada masiva de trabajadores de otras provincias e incluso otros países, tuvo como consecuencia la expansión de Bilbao la Vieja hacia San Francisco.
En este nuevo ensanche se instalaron familias de trabajadores, comerciantes y una pequeña burguesía. San Francisco  pasó de ser el terreno de un convento franciscano bajomedieval, (de ahí su nombre), a una de las zonas más permisivas de Bilbao, centro de diversión y famosa por su agitada vida nocturna.
La creación del barrio de Zabala como tal es posterior; su urbanización comenzó a finales del siglo XIX. Como zona periférica, se situaron allí barracones, talleres y almacenes.

## Lugares de interés

### Bares
- Pulpería Vermutería Florines, San Francisco, 31 (Cerrado permanentemente)

- Café Nervión, La Naja, 7

- El Perro Chico, Arechaga, 2

- El Laterío, Arechaga, 3

- Bihotz, Arechaga, 6

- Dando la Brasa, Arechaga, 7

- Marzana, Marzana, 16

- La Viña de San Francisco, San Francisco, 17

- Peso Neto, San Francisco esquina plaza Tres Pilares

### De noche
- Badulake, Hernani, 10

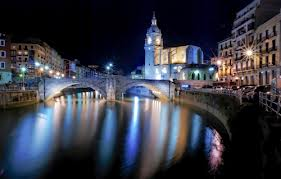
Puente de San Antón

- Bullit Groove Club, Dos de Mayo, 3
- Le Club, Muelle Marzana, 4

### Escape Rooms
- Igarkizun, Calle Bruno Mauricio Zabala, 6

### Gay

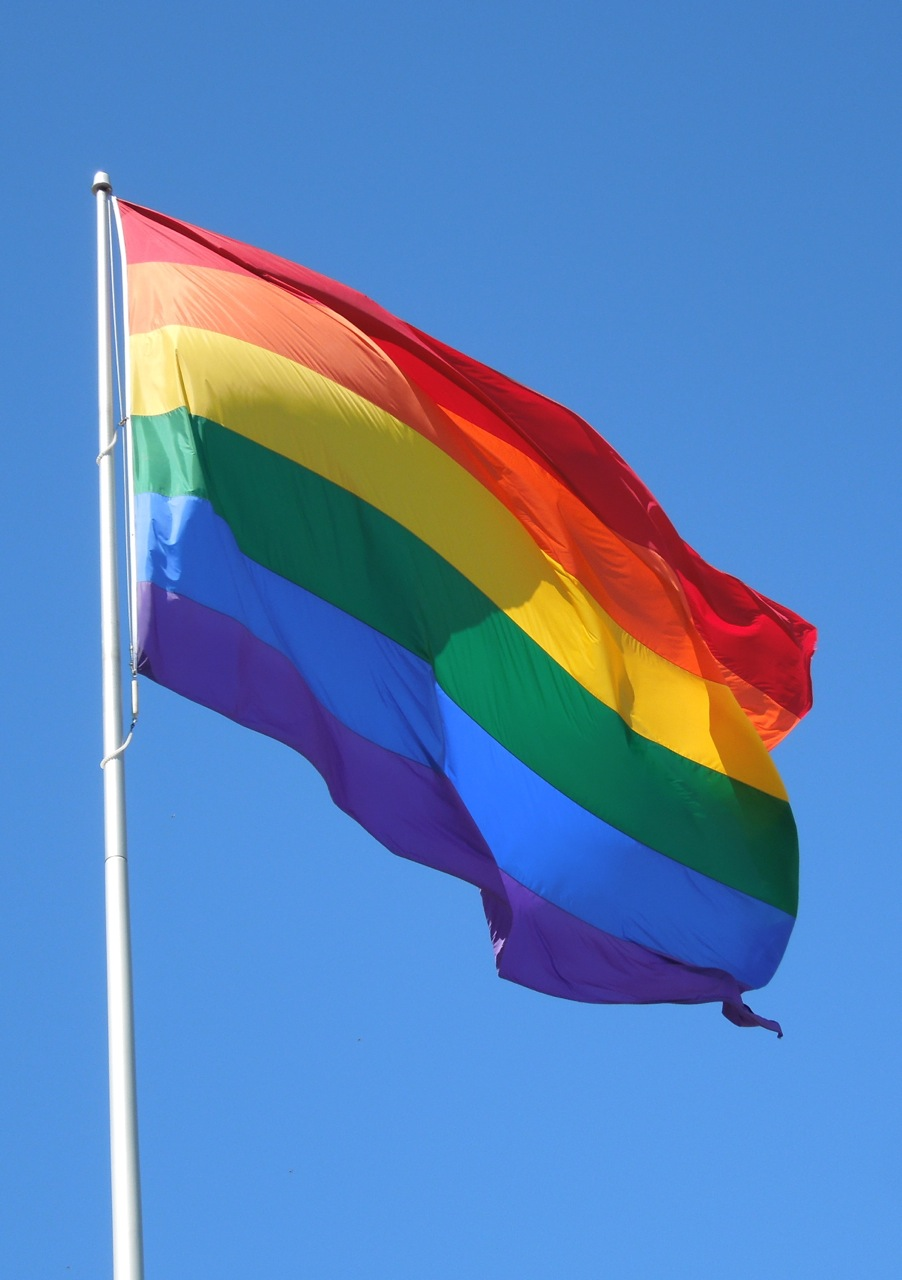
Diversos locales de ambiente gay por la zona

- Mykonos, General Castillo 4
- Conjunto Vacío, La Merced 3
- El balcón de la Lola, Bailén, 10
- Kremlin, Dos de Mayo, 18
- New High, Naja 5

### Museos

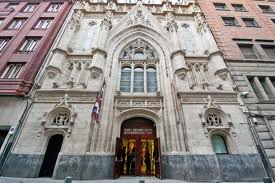
Museo de Reproducciones de Bilbao

- Museo de Reproducciones Artísticas de Bilbao, San Francisco, 14

### Música y Arte
- BilboRock. Muelle de la Merced, 1

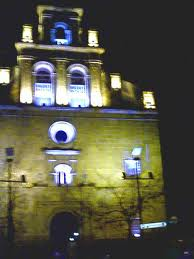
BilboRock

Esta antigua iglesia, ahora reconvertida en sala multiusos y de conciertos, organiza prácticamente a diario eventos y conciertos de bandas locales e internacionales.

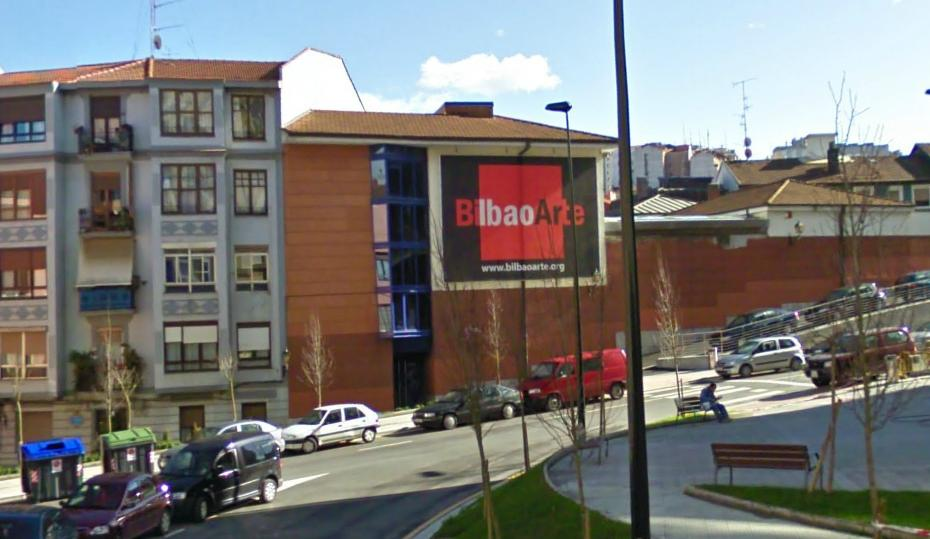
Bilbao Arte

- Bilbao Arte. Urazurrutia, 32

### Restaurantes[2]
- À Table, Calle Dos de Mayo, 18
- Ágape, Calle Hernani, 13
- Berebar, Calle San Francisco, 65
- Borne, Calle General Castillo, 3
- El Churrasco, Calle Conde Mirasol, 9
- El Perro Chico, Calle Arechaga, 2
- Mina, Muelle Marzana, s/n
- Nura Bilbao, Calle Dos de mayo, 1
- Ogetamairu, Calle Bailén, 33
- Dando la Brasa, Arechaga, 7

### Calles[3]

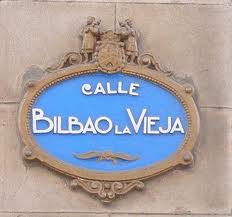
Placa de la calle Bilbao La Vieja

- Amparo. Debe su nombre al antiguo hospital de Nuestra Señora del Amparo que hubo en la anteiglesia de Abando.
- Arechaga. Dedicada al infortunado caballero bilbaíno Cándido de Arechaga, primera víctima de los carlistas amotinados en 1833 con la proclamación de D. Carlos al poco de morir Fernando VII.
- Arnotegi. Llamada Calle de la Constitución hasta 1943, toma su nombre del monte próximo al Pagasarri.
- Bailén. Localidad de Jaén donde el ejército español logró una importante victoria en una batalla de la Guerra de la Independencia contra el ejército francés.
- Bilbao la Vieja. Antiguo enclave bilbaíno en la anteiglesia de Abando, antes llamada "Allende el Puente".
- Cantalojas. Apellido y linaje familiar, que tuvo aquí su casa solariega hasta el siglo pasado.
- Cantarranas. De origen popular, se refiere a un paraje encharcado de marismas donde se oía el croar de las ranas.
- Cantera. Calle y plaza, aluden a la cantera de piedra caliza y cayuela que allí había.
- General Castillo. En honor al General Ignacio María del Castillo y Gil de la Torre, gobernador de la plaza de Bilbao durante el sitio de 1874.
- Concepción. En honor al Convento de la Concepción, inaugurado en 1861. Hasta entonces estuvieron las Concepcionistas Franciscanas establecidas en Abando.
- Corazón de María. Plaza que, desde 1956, ocupa terrenos del antiguo Convento de San Francisco.
- Cortes. Por la celebración de las Cortes que elaboraron la Constitución de 1869.

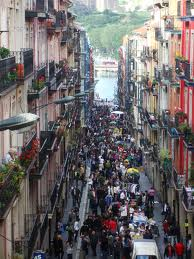
Dos de Mayo

- Dos de Mayo. Por el dos de mayo de 1874, fecha de liberación de la villa del asedio carlista por el General Concha, tras un sitio de 125 días.
- Fleming. Plaza en la que en 1962 se puso, con la participación popular, un busto de Sir Alexander Fleming, médico inglés descubridor de la penicilina.
- Gimnasio. En ella construyó Don Paulino Charlen un Salón de Gimnasia.
- Hernani. Porque, tras acabar la segunda guerra carlista, esta villa guipuzcoana y Bilbao reafirmaron su título de invictas.
- Laguna. Por la que debió existir cerca de la cantera, nombre popular que prevaleció ante el posterior de Convenio de Bergara.
- Lamana. En honor a Rufino Lamana, emigrante de humilde familia que emigró e hizo fortuna en América. Fue regidor de la villa en 1836-1838, días de asedio carlista.
- Marzana. De la casa torre de esta familia de linaje procedente del Valle de Atxondo. Se transformó en zona portuaria.

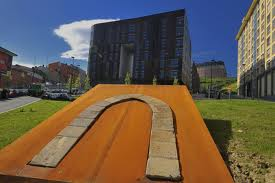
Claudio Gallastegi

- Mena. Recuerdo del barrio de la extinguida República de Abando. Zona arbolada donde la familia Zabálburu construyó su Palacio de Mena.
- Mirasol. Conde de Mirasol, Don Rafael de Aristegui y Vélez, de ascendencia vasca. Brigadier nombrado comandante de la Plaza de Bilbao al estallar la primera guerra carlista.
- Miravilla. Monte o cerro de la margen izquierda, donde estaban las minas ricas en hierro.
- Naja. Calle, muelle y estación ferroviaria. En el muelle estuvo asentada la casa de D. Martín Sáez de la Naja.
- Puente de la Rivera. Sobre la pasarela de San Francisco.
- San Esteban. Por el protomártir San Esteban, que murió apedreado en el año 37 d. C.
- San Francisco. Por el Convento construido en 1475, a iniciativa de los franciscanos de San Mamés. Allí se asentaron algunas de las principales familias de la villa.
- Tres Pilares. Casa de finales del siglo XIX, de tal peculiaridad constructiva que suplantó el anterior nombre, "Plazuela de la Verónica".
- Urazurrutia. Topónimo en euskera relacionado con una zona de agua abundante, debida a la Fuente de la Gabarra existente en este paraje.
- Zabala. En honor a Bruno Mauricio de Zabala, que emigró a América. Fue capitán general de Buenos Aires y fundador de la ciudad de Montevideo.

### Edificios[4]
- Rascacielos de Bailén. Es el primer rascacielos de Bilbao y uno de los primeros y el más alto en su época de España.

- Iglesia de la Merced. Construida en 1663-1773 en terrenos de la Anteiglesia de Abando, fue convento de clausura hasta principios del siglo XX, cuando la falta de dinero hace necesario abrir un colegio en el convento. Actualmente, este lugar se conoce como sala BilboRock, y en ella se ofrecen conciertos y obras de teatro.

- Iglesia del Corazón de María. Tiene su origen en el traslado de los claretianos al barrio de San Francisco en 1889. La Iglesia, obra del arquitecto José María Basterra, se inauguró en el año 1894. Es un templo de tres naves, bóvedas de crucería y cimborrio en el crucero, conservando su fachada principal original. Está situada junto a la plaza del mismo nombre.

- Convento de la Concepción. Hoy está situado en la calle Concepción. Fue construido en el siglo XVII en el sitio en el que después se levantaría la estación de Abando. Desde ahí fue trasladado a la zona de las minas de Mena.

- Casa Cuna. Hermoso edificio situado al inicio de la calle Urazurrutia, cerca del puente de San Antón. Fue construido en 1912, con una decoración modernista de ladrillos, azulejos y cerámicas, con el fin de cuidar a los hijos de los trabajadores.

- El asilo de Mena. Nombre con el que ha sido conocida siempre la residencia Conde Aresti, ligada a la Asociación Vizcaína de Caridad y situada en la calle Zabala. Fue construida a principios del siglo XX como unos pabellones para albergar y alimentar al creciente número de pobres que mendigaban en Bilbao en aquella época y para asilar a los que carecían de cualquier recurso.

- La Casa Galera y estudios de Urazurrutia. En un principio fue un edificio municipal que hacía las funciones de manicomio, asilo nocturno, detención temporal y reclusión de menores. A finales del siglo XIX el ayuntamiento propone su traslado a Zabalbide y la construcción en su lugar de las nuevas escuelas de Urazurrutia, que son inauguradas en 1896. Actualmente es un moderno centro cultural destinado a exposiciones artísticas y otras actividades culturales.

- Convento de la Congregación de las Siervas de Jesús. En la calle Naja, n.º 1, fue construido a finales del siglo XIX a partir de una serie de donaciones femeninas, y sus religiosas fundaron una serie de hospitales. El actual edificio fue inaugurado en el año 1977.

- Escuelas de San Francisco. Situadas en una explanada -ahora plaza del Corazón de María- donde estuvieron el Convento Imperial de San Francisco y, posteriormente, el cuartel. Fueron construidas en 1934, aunque no pudieron ser inauguradas hasta 1944.

- Restaurante El Amparo. Situado en la calle Concepción, n.º 3, se constituyó a principios del siglo XX como uno de los restaurantes más importantes y acreditados de los que existían entonces en Bilbao. La gastronomía que le dio fama se recoge en el libro "El Amparo. Sus platos clásicos", publicado en 1930. El restaurante fue una víctima más de la famosa epidemia de gripe de 1918, al fallecer una de las tres hermanas que lo regentaban.

- La Fábrica de Harinas Ceres. Construida en 1871-1873 por Juan de Zabala y Arteaga en un terreno que compró en el muelle de La Merced. Veinte años después, los Ugalde la compraron y levantaron junto a ella una nueva fábrica, hecha de hormigón armado. La primera fue destruida en la Guerra Civil y la segunda fue embargada por el Ayuntamiento en 1935.

- Casa de Socorro de Urazurrutia. Construida en 1912 en el n.º 9 de la calle Urazurrutia, para evitar que la creciente población minera tuviera que desplazarse hasta el nuevo Hospital Civil de Basurto, ya que la edificación de éste supuso la desaparición del hospital de Atxuri. Fue profundamente afectada por las inundaciones de 1983, hasta que en 1989 dejó definitivamente de prestar servicio.

- El Cuartel. Antiguo edificio, ya inexistente, en la calle San Francisco, construido en 1868 donde anteriormente había estado el convento de los franciscanos.

- Salón Vizcaya. "El Chegas" se abrió a finales del siglo XIX junto al puente de Cantalojas. Fue la "catedral de las variedades" -incluía sala de juegos, espectáculos y cine- hasta que en 1946 pasó a ser exclusivamente cine. En 1977 el Salón Vizcaya cerró definitivamente sus puertas.

- Cine Vega. Derribado en 1974, era un pequeño edificio entre las calles La Naja y Bailén, con frecuencia lleno de estudiantes haciendo novillos y cuyo principal reclamo eran las "vedettes".

- Museo de Reproducciones Artísticas. Fue creado en 1927 por el Ayuntamiento de Bilbao y la Diputación Foral de Vizcaya. Está considerado el mejor museo de reproducciones del mundo. Se exponen reproducciones de esculturas originales que abarcan desde el Arte Antiguo (mesopotámico y egipcio) hasta obras del Renacimiento, pasando por la producción escultórica griega.

## Servicios[5]

### Transportes

#### A pie
- Directo desde la Estación de Abando.
- Directo desde el Casco Viejo  a través del Puente de la Ribera, el Puente de la Merced y el Puente de San Antón.
- Aproximadamente 25 minutos desde la Plaza Moyúa.

#### Metro
Si bien Bilbao la Vieja no cuenta con estaciones propias de metro, las siguientes estaciones sí se encuentran próximas:
- Estación de Abando (Metro de Bilbao)
- Estación de Casco Viejo (Metro de Bilbao)

#### Taxi
- Parada en la Plaza Corazón de María, (C/ San Francisco).

#### Bilbobus
Líneas de Bilbobus y sus paradas:
| Línea | Recorrido                 | Paradas en Bilbao la Vieja                                                  |
| ----- | ------------------------- | --------------------------------------------------------------------------- |
| 11    | Deusto - Atxuri           | Cortes 2, Muelle de la Merced 3                                             |
| 22    | Sarrikure - Atxuri        | Cortes 2, Muelle de la Merced 3                                             |
| 30    | Txurdínaga - Miribilla    | Dr. Fleming 1, Cruce entre Xenpelar con Zabala, Zabala 22                   |
| 56    | La Peña - Sagrado Corazón | Cortes 2, Muelle de la Merced 3, Urazurrutia 1,, Urazurrutia 40, Zamakola 4 |
| 58    | Mintegitxueta - Atxuri    | Cortes 23, Cortes 13, Cortes 2, Urazurrutia 1                               |
| 75    | San Adrián - Atxuri       | Cortes 2, Muelle de la Merced 3                                             |
| 77    | Peñascal - Mina del Morro | Cortes 2, Muelle de la Merced 3                                             |
| 85    | Zazpilanda - Atxuri       | Cortes 2, Muelle de la Merced 3                                             |

#### Tren
Si bien Bilbao la Vieja no cuenta con estaciones propias de tren, las siguientes estaciones sí se encuentran próximas:
- Estación Abando-Indalecio Prieto. Cercanías, FEVE y Larga Distancia.
- Estación Bilbao La Concordia. Cercanías y regionales.
- Estación de Zabalburu. Englobada en las líneas C-1 y C-2 de Renfe Cercanías Bilbao.

Mapa de red de Renfe Cercanías de Bilbao.

| Procedencia/Destino | Línea | Procedencia/Destino |
| ------------------- | ----- | ------------------- |
| Santurce            |       | Bilbao-Abando       |
| Musques             |       | Bilbao-Abando       |
| Orduña              |       | Bilbao-Abando       |
| Valmaseda           |       | Bilbao-La Concordia |
| Carranza            |       | Bilbao-La Concordia |

#### Eusko Tren
Si bien el barrio no cuenta con estaciones propias, sí que dispone de las siguientes estaciones próximas:
- Estación de Casco Viejo, Plaza San Nicolás, 3
- Estación de Atxuri. Calle Atxuri, 6

### Cajeros
- BBK, Calle San Francisco, 26

### Centro de Salud
- Osakidetza-Servicio Vasco de Salud, Plaza Saralegi

### Educación
- Colegio Miribilla Ikastetxea, Calle Olano

### Alojamiento
- Residencia de Estudiantes Blas de Otero, Calle Cortes 38
- Hotel Bilbi, Calle Miribilla 8

### Farmacias
- Farmacia B.Unceta, Calle Bailén 24
- Farmacia Jiménez, Calle San Francisco 34
- Farmacia Villasante, Calle San Francisco 19
- Farmacia Rodríguez de Pablo, Calle Zabala, 29

## Vecinos ilustres
- Enrique de Areilza y Arregui (1860-1926), conocido también como doctor Areilza, nació en Bilbao La Vieja, en una casa situada en la calle San Francisco, próxima a Conde Mirasol.[6]

- Adolfo (Fito) Cabrales, cantante, guitarrista y compositor de Fito & Fitipaldis, vivió los 10 primeros años de su vida en el portal número 1 de la calle Zabala.[7]

### Arte
- Espacio Marzana
- Fundación Bilbao Arte Fundazioa
- Espacio Abisal8
- Rastro Bilbao la Vieja

### Foros
- FORO: Bilbao la Vieja, San Francisco y Zabala Archivado el 31 de octubre de 2012 en Wayback Machine.

### Museos
- Museo de Reproducciones de Bilbao

### Urbanismo
- Bilbao en Construcción (Bilbao la Vieja)